# Francis Crick Institute
The Francis Crick Institute (wcześniej UK Centre for Medical Research and Innovation) – centrum nauk biomedycznych w Londynie.
Rozpoczęło pracę w 2015 roku, a pełne zatrudnienie jest planowane na 2017 rok. Instytut jest partnerstwem między Cancer Research UK, Imperial College London, King’s College London, Medical Research Council, University College London (UCL) i Wellcome Trust. Instytut będzie miał 1500 pracowników, w tym 1250 naukowców, oraz roczny budżet sięgający 130 milionów funtów, co uczyni z niego największe centrum badań biomedycznych i innowacji w Europie.

## Nazwa

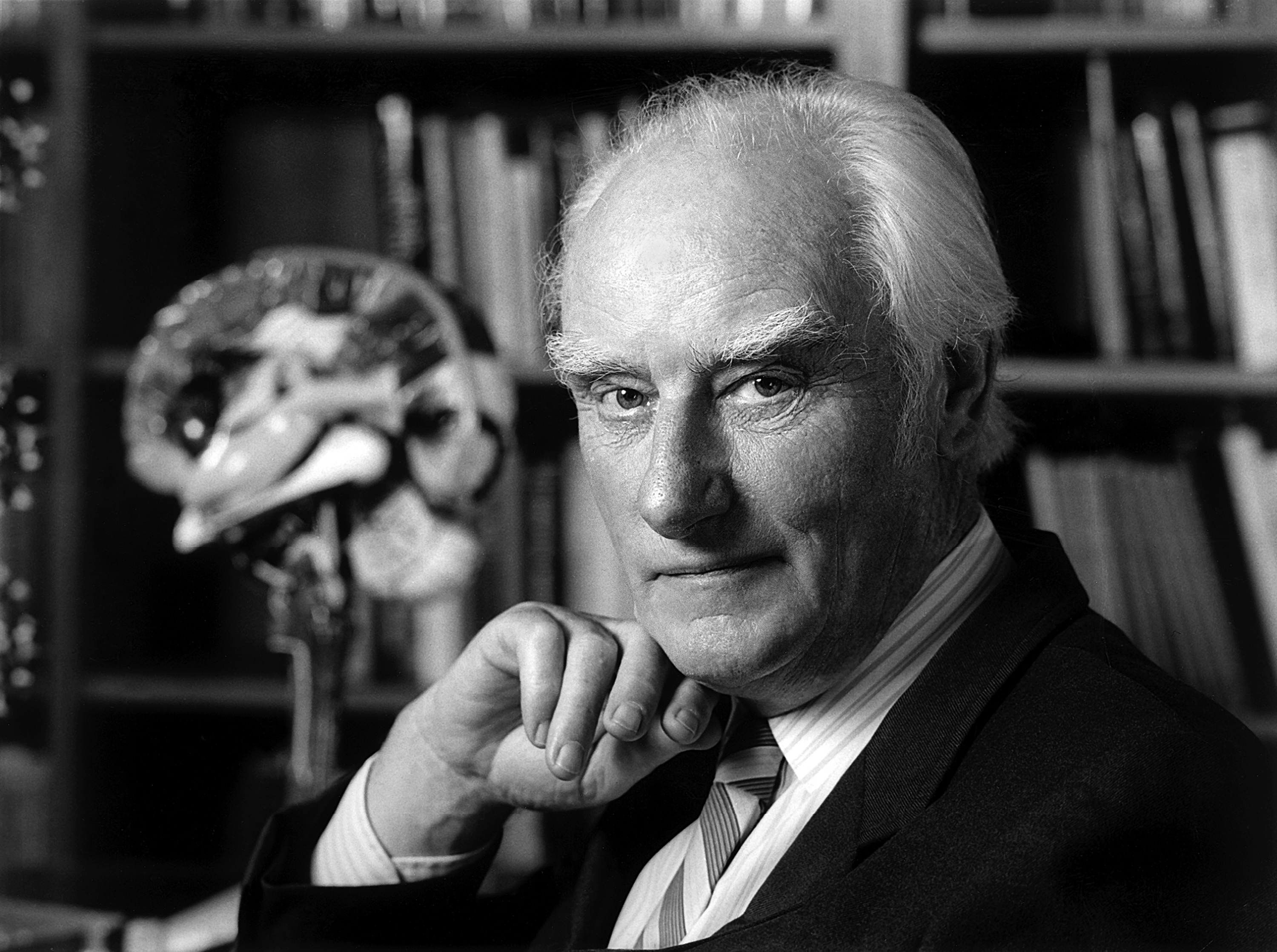
Francis Crick w swoim gabinecie

Instytut jest nazwany imieniem biologa molekularnego, biofizyka, i neurobiologa Francisa Cricka, współodkrywcy struktury DNA, który otrzymał w 1962 Nagrodę Nobla w dziedzinie fizjologii lub medycyny razem z Jamesem Watsonem i Maurice’em Wilkinsem.